# Kostel Nejsvětější Trojice (Verneřice)
Poutní kostel Nejsvětější Trojice ve Verneřicích v okrese Děčín v Ústeckém kraji je zaniklý filiální kostel verneřické farnosti.

## Historie
Na kopci zvaném Gottesberg (česky Boží hora) nad Verneřicemi (554 m n. m.) byl na počátku 18. století postaven kříž. Verneřický rodák P. Jindřich Hein, oltářník u sv. Víta v Praze, založil nadaci ke stavbě kaple Nejsvětější Trojice, která pak byla postavena v letech 1732–1733 a vysvěcena na den Nejsvětější Trojice litoměřickým kanovníkem Zikmundem Weisem.

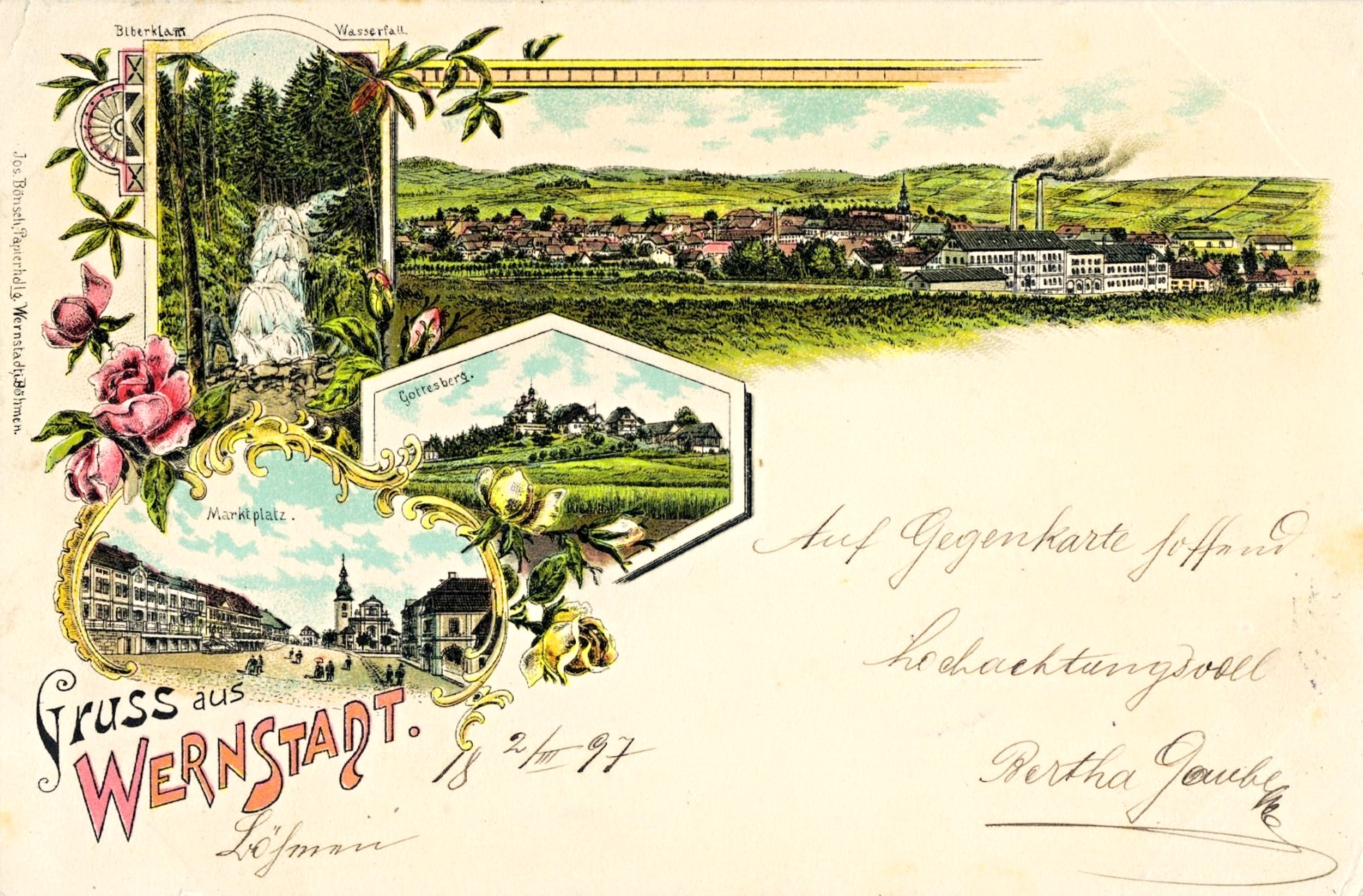
Panorama Verneřic a vrch Gottesberg na pohlednici z roku 1897

V roce 1733 zde bylo ročně již na čtyři tisíce poutníků. V roce 1735 došlo k rozšíření kaple o předsíň a dvě prostory při vchodu do ochozu. Ve stejném roce byla nedaleko postavena poustevna a v roce 1737 byl u kaple byl postaven krytý ochoz s křížovou chodbou, v němž byla umístěna křížová cesta, která byla odstraněná v 19. století.
U kaple, která dosáhla parametrů kostela, se od roku 1740 konala procesí ze širokého okolí. Roku 1741 sem připutovalo více než deset tisíc poutníků. Na počátku 20. století se pohyboval průměrný počet poutníků kolem tisíce za rok. 
Ještě v 1. polovině 20. století se sem konala pravidelná procesí z Verneřic i ostatních blízkých farností. Po vysídlení německy mluvícího obyvatelstva po skončení II. světové války začalo místo postupně pustnout a devastace dosáhla do té míry, že 16. ledna 1975 byl kostel odstřelen.

#### Duchovní správcové při kostele Nejsvětější Trojice na Gottesbergu
- 1737   frá. Ludwig Groebel OFM
- mansionarius (kostelník) Jos. Mattausch, n. Wernstadt
- altarist. (oltářník) Schmelzer
- 1765   altarist. Christian Netzas, Franc. Palme, Jos. Hortig
- 1777   altarist. Joann. Hasch, Franc. Palme
- 1793   altarist. Joann. Hasch, Franc. Palme, Franc. Mittag
- 1800   altarist. Joann. Hasch
- 1810   altarist. vacat (oltářník chybí)
- 1812   cap. fund. (kaplan nadace) Math. Maschke, n. 19. 2. 1784 Turdiens., o. 29. 12. 1806, † 22. 11. 1843
- 1818   cap. fund. Anton. Boehm, n. 3. 9. 1791 Vrchlabí, o. 18. 8. 1815, †  9. 2. 1859
- 1820   cap. fund. Jos. Schmelzer, n. 13. 4. 1794 Stachlens., o. 24. 8. 1819, † 29. 6. 1874
- 1825   cap. fund. Candid. Unterstein, n. 26. 10. 1793 Toeplens., o. 14. 8. 1818, † 29. 5. 1835
- 1827   cap. fund. Franc. Hochberger, n. 3. 12. 1789 Otschechaviens., o. 14. 8. 1814, † 23. 5. 1863
- 1832   cap. fund. vacat
- 1833   cap. fund. Jos. Reinelt, n. 9. 6. 1802 Pont, o. 4. 9. 1826, † 6. 12. 1864
- 1849   cap. fund. Franc. Andersch, n. 10. 5. 1810 Oberliebich., o. 4. 8. 1834, † 14. 6. 1876
- 1854     chybí katalog
- 1855   cap. fund. Joann. Mann, n. 31. 5. 1817 Kommotau, o. 15. 11. 1842, † 5. 3. 1901
- 1856   cap. fund. Car. Schwalb, n. 1. 8. 1807 Rustensis., o. 5. 8. 1831
- 1857   cap. fund. Joann. Sander, n. 4. 9. 1830 Wernstadt, o. 25. 6. 1855, † 30. 8. 1868
- 1865   cap. fund. Franc. Kühnel, n. 24. 5. 1840 Tschalosic, o. 30. 6. 1864
- 1868   cap. fund. vacat
- 1869   cap. fund. Jos. Neumann, n. 5. 8. 1843 Leipa, o. 15. 7. 1868, † 6. 8. 1926
- 1880   cap. fund. Hermann. Krenn, n. 10. 8. 1857 Teplitz, o. 19. 7. 1879, † 16. 8. 1925
- 1884   cap. fund. vacat
- 1889   cap. fund. Jos. Tecl, n. 6. 11. 1859 Bělá, o. 27. 5. 1888, † 17. 7. 1895
- 1893   cap. fund. Adolf Šelbický, n. 23. 12. 1869 Bensen, o. 17. 7. 1892, † 17. 1. 1959
- 1896   cap. fund. Adolph. Bosák, n. 6. 4. 1872 Klatov., o. 7. 7. 1895
- 1897   cap. fund. Andreas Wac, n. 11. 10. 1867 Lipniki, o. 7. 8. 1892, † 20. 4. 1925 Hranice (Č. Bud.)
- 1898   cap. fund. vacat
- 1907   cap. fund. Ferd. Žídek, n. 24. 6. 1882 Brodec, o. 16. 7. 1905, † 25. 5. 1959
- 1909   cap. fund. Hugo Stehlík de Čenkov, n. 1. 9. 1883 Eger, o. 14. 7. 1907
- 1910   cap. fund. vacat
- 1920   cap. fund.  Jos. Bayer, n. 14. 11. 1881 Humwald, o. 14. 7. 1907, † 2. 9. 1953
- 1922   cap. fund. vacat
- 1923   cap. fund. Adolph. Bothe, n. 28. 7. 1898 Voitsdorf, o. 30. 7. 1922 † 16. 6. 1969
- 1924   cap. fund. vacat
- 1935   cap. fund. Wencesl. Winter, n. 9. 9. 1911 Aujezdl, o. 16. 6. 1935, † 20. 7. 1997
- od r. 1937 cap. fund. vacat[6]

Duchovní správci farnosti jsou uvedeni na stránce Římskokatolická farnost Verneřice.

## Architektura

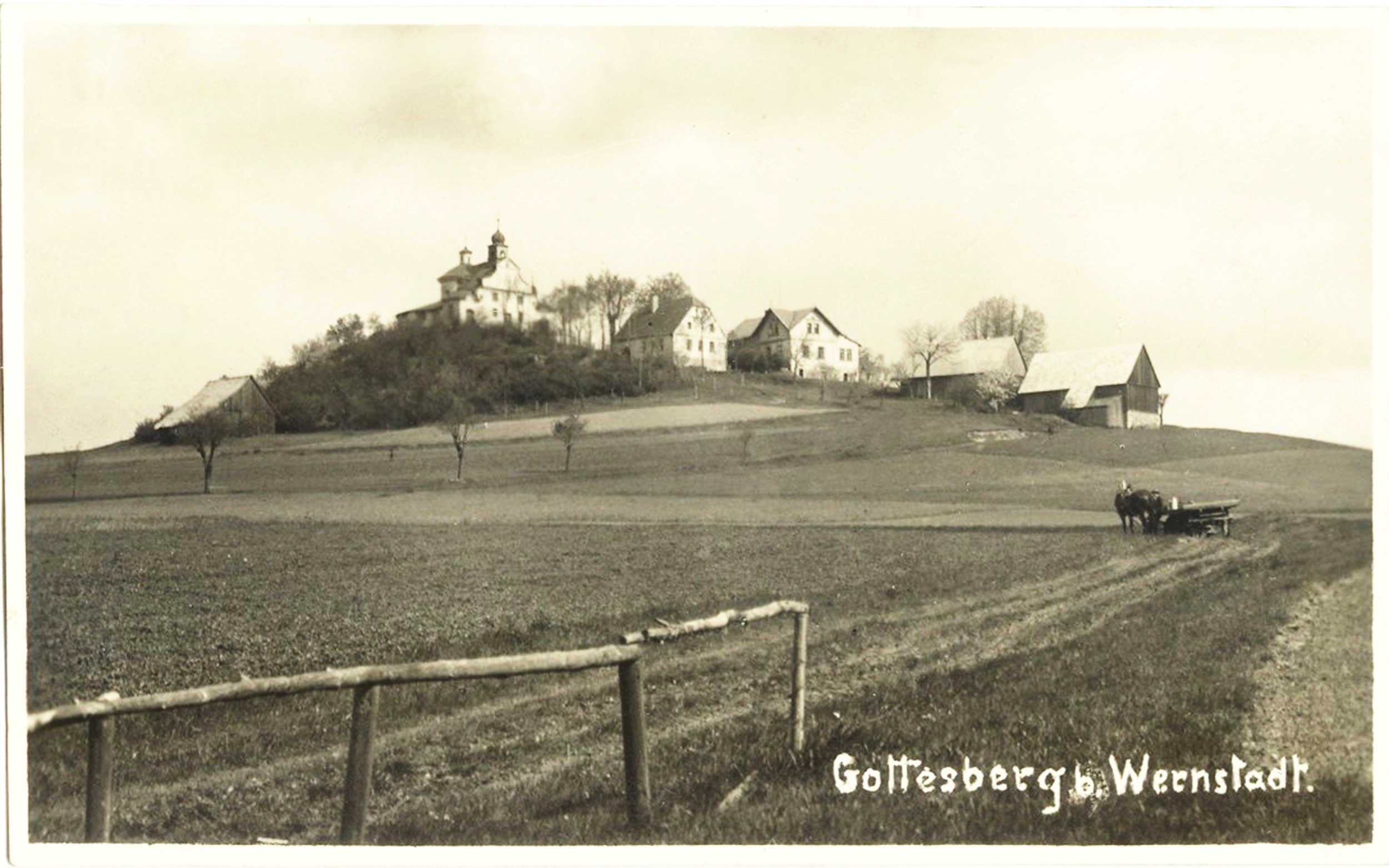
Vrch Gottesberg s kostelem Nejsvětější Trojice v roce 1933

Kostel, dříve barokní kaple, byl centrální stavbou, obestavěnou nižším, rovněž okrouhlým ochozem s malou obdélnou kaplí v ose a s širokou předsíní, která tvořila hlavní průčelí. Válcový střed byl členěn lizénovými rámci a segmentovými okny. Na střeše byla lucerna. Ochoz byl hladký a měl obdélná okna. Průčelí byly dva postranní pilastry, obdélný portál a čtyři obdélná okna. Průčelí bylo zakončeno křídlovým štítem. Po stranách byla připojena průčelí ochozu s vchody. Na štítem se nacházela polygonální vížka, na bočními částmi sanktusníky.

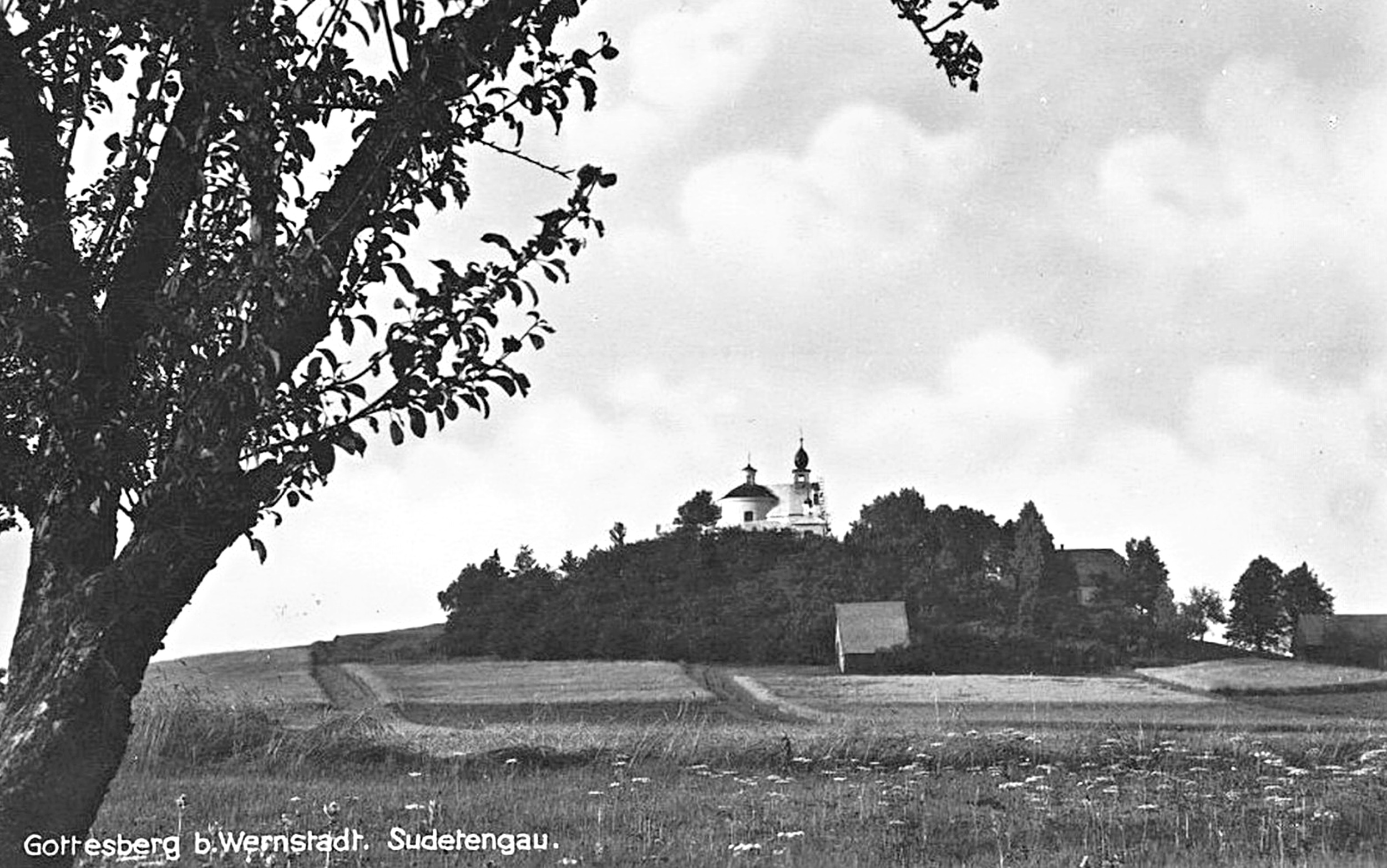
Gottesberg na snímku ze 40. let 20. století

Ústřední válcový prostor byl se čtyřmi pilastry a římsou. Nad ním byla kupole. Po stranách a za oltářem byly obdélným segmentem zakončené vstupy do ochozu a nad nimi segmentově zakončená čtvercová okna. Tento prostor byl takřka v celé šíři otevřen do předsíně s plochým stropem, v níž byla dřevěná kruchta. Ochoz byl mírně hraněný a měl plochý strop. V jeho ose se nacházela prostora také s plochým stropem.
K vybavení kostela patřil hlavní oltář a dva boční rokokové oltáře. Na sklonku 70. let 20. století byla zachována je oltářní architektura, obrazy a sochy byly zničeny. V ochozu byly umístěny hodnotné barokní sochy sv. Josefa, sv. Jana Nepomuckého, sv. Františka a světce-biskupa bez atributu (zřejmě sv. Mikuláš). Sochy byly poškozené. V prostoru kostela se nacházel barokní krucifix a zbytky řezané rokokové kazatelny.
Před kostelem stála socha Krista na Olivetské hoře, dílo pocházející z 19. století.
Ve východním svahu vrchu Gottsberg byla roku 1737 vybudována Křížová cesta. Původně bylo postaveno sedm zastavení, poté byl jejich počet doplněn na celkových čtrnáct, což řadí cestu mezi nejstarší s tímto počtem zastavení. Křížová cesta byla odstraněna v 19. století.